# Ryan Bennett
Ryan Bennett (Grays, 6 de março de 1990) é um futebolista inglês que atua como zagueiro. Atualmente joga pelo Swansea City.

## Carreira
Ryan Bennett começou a carreira no Grimsby Town.

## Títulos
Wolverhampton
- EFL Championship: 2017–18[2]